# Penisatrophie
Als Penisatrophie, von neulateinisch atrophia = „Abmagerung“, „Auszehrung“, „Verkümmerung“, englisch penile atrophy, bezeichnet man in der Medizin den krankhaften Gewebeschwund (Atrophie) des Penis.

## Beschreibung und Ursachen
Eine Penisatrophie ist in den meisten Fällen hormonell bedingt. So kann sie als Nebenwirkung vor allem bei einer chirurgischen Kastration (Orchiektomie) beziehungsweise einer chemischen Kastration zur Therapie des Prostatakrebses auftreten.
Auch bei einer unbehandelten erektilen Dysfunktion (Erektionsstörung) nach einer radikalen Prostatektomie (vollständige Entfernung der Prostata) ist die Penisatrophie eine häufige unerwünschte Folgeerscheinung. In diesen Fällen wird die Penisatrophie durch Gewebeveränderungen im Penis hervorgerufen, die unmittelbar nach der Entfernung der Prostata eintreten. Die Penisatrophie selbst wird durch Veränderungen in der glatten Muskulatur sowie fibrotische Reaktionen im Penis hervorgerufen.
Eine weitere mögliche Ursache für eine Penisatrophie kann eine traumatische Denervierung (Durchtrennung der Nervenbahnen im Penis) sein. Die Denervierung führt zur Apoptose und Fibrose. Im Modellorganismus Farbratte trat die Apoptose bereits 24 Stunden nach der Durchtrennung der Nervi cavernosi (erektile Nerven, kavernöse Nerven, Nervi erigentes) auf.

## Behandlung
PDE-5-Hemmer, wie beispielsweise Sildenafil, Tadalafil oder Vardenafil, sind das Mittel der Wahl bei Rehabilitationsmaßnahmen nach einer radikalen Prostatektomie, vor allem gegen die erektile Dysfunktion. Dabei geht man davon aus, dass die Dauertherapie mit diesen Arzneistoffen auch die Sauerstoffversorgung des Schwellkörpers verbessert und damit einer Penisatrophie entgegengewirkt wird. Es liegen allerdings noch keine evidenzbasierten Studien dazu vor.